# 750
Cette page concerne l'année 750  du calendrier julien. Pour l'année 750 av. J.-C., voir 750 av. J.-C. Pour le nombre 750, voir 750 (nombre).
L'année 750 est une année commune qui commence un jeudi.

## Événements
- 16-25 janvier : Abû al'Abbas vainc Marwan II sur le grand Zab[1] (nord de l'Irak) avec les 12 000 Khorasaniens d’Abû Muslin, puis le poursuit jusqu’en Égypte.
- 25 juin : quatre-vingts Omeyyades sont empoisonnés par les Abbassides lors d’un banquet en Syrie. Seul en réchappe le petit-fils d’Hisham, Abd al-Rahman, qui réussit à gagner le Maroc puis l’Espagne (755)[1].
- 5 août : le dernier calife omeyyade de Damas, Marwan II est massacré à Fostat. Son cadavre est mutilé par la foule. Abû al'Abbas fonde la dynastie des Abbassides[1]. Bagdad, choisie comme capitale, devient le centre du califat au détriment de Damas[2].

- Fondation d’Al-'Askar, au nord de Fostat, en Égypte, avec un palais, une mosquée et des marchés[3].
- Révolte copte contre les impôts en Égypte[4].
- Le gouverneur chinois Gao Xianzhi (en), inventant un grief imaginaire, intervient à Tachkent et en décapite le roi turc allié des Chinois pour s’approprier ses trésors, provoquant la révolte des Turcs occidentaux qui réclament l’aide des Karlouks et des Arabes de Sogdiane[5].
- La dynastie bouddhiste Pala du Bengale est fondée. Début du règne de Gopala, roi des Pala[6].

## Naissances en 750
- 25 janvier : Léon IV le Khazar, empereur byzantin, fils de Constantin V et de la princesse khazare Irène[7].

## Décès en 750
- 25 janvier : Ibrahim, avant-dernier calife omeyyade de Damas.
- 5 août : Marwan II, dernier calife omeyyade de Damas.
- 27 août : Ebbon, archevêque de Sens.
- 9 octobre : Isonokami no Otomaro, noble et érudit japonais.

- Abd al-Hamid Ibn Yahya, écrivain arabe.
- Alwig, évêque de Lindsey.
- Bressal mac Áedo Róin, roi d'Ulaid.